# Татары в Иркутской области
Иркутские татары — группа татар, проживающих на территории Иркутской области.

## История
Чуть позже после основания Иркутска (до 1686 года острог) 1661 году возникла мусульманская община.
Активная миграция татар из Поволжья в Иркутскую губернию началась во второй половине XIX века. Первая мусульманская община была создана в Иркутской долине.
К 1917 году в губернии действовало 23 мечети. В самом Иркутске татарская мусульманская община была создана в 1860 году, но мечетей в городе долгое время не было: по праздникам отправлялись молиться в мечеть села Пивовариха (Николоям). Мечеть была построена только в 1897 году, после многочисленных отказов властей дать разрешение на её строительство.
В 1905 году был утверждён устав Иркутского мусульманского благотворительного общества. Это был первый известный документ мусульманской общины, созданный на русском языке и напечатанный в типографии. Возникновение общества связано с движением мусульман-прогрессивистов. Общество занимается помощью благотворительным организациям, наблюдением за мусульманскими кладбищами, помощью заключённым, солдатам и другими делами. В 1897 году в Иркутске вместе с мечетью были открыты медресе для мальчиков и школа для девочек. В других местах проживания татар также были мусульманские культовые сооружения (село Черемшанка в Заларинском районе) и учебные заведения.
В 1905-17 годах в Иркутске действовало Иркутское мусульманское благотворительное общество, «Торговый дом братьев Шафигуллиных и Ахтамовых».
В 1920-е годы на территории Иркутской области насчитывалось около 40 татарских школ, детских домов (2 в Иркутске, по 1 в Нижнеудинске, Голумети, Манзурке). Имелся Вахитовский рабочий клуб и пионерская коммуна (Иркутск), библиотеки, учебные заведения (Иркутск, Черемхово, Залари, Голуметь, Зима, Николаевский завод).
Важным моментом в истории общества является появление функции мухтасиба — главного муллы, отвечающего за выполнение норм шариата и нравственных норм в различных сферах общественной жизни и быта. Ему подчинялись 45 мусульманских общин Иркутской, Енисейской губерний и Прибайкалья. Однако должность просуществовала всего три года — с 1917 по 1920 год.

## Расселение
Численность татар в Иркутской области составляет 22,9 тысяч человек (22 882 человека, 0,94 % населения области в 2010 году).
Первая община татар, переселившихся в долину Иркута, возникла в середине XIX века (села Биликтуй и Новоямский). В конце XIX века — начале XX века в городах Иркутск, Нижнеудинск, Усолье-Сибирское, Черемхово, Залари, Голумети, Александровский, Слюдянка, Култук, Зима, Тайшет, Кулиш, Тарея, Долгановский, Черемшанка, Харагун, Шаховская и других. Татары работали на угольных шахтах и стройках, занимались земледелием и торговлей.

## Культура
С 1980-х годов работают несколько татарских общественных организаций и более 10 фольклорных коллективов и ансамблей. В настоящее время национально-культурные центры расположены в Иркутске, Ангарске, Черемхово, Усолье-Сибирском, Братске, в поселках Залари, Оса и Новонукутский. Работают Дома народного творчества, этнографические музеи (Залари, Кулиш). Татарский язык преподается в качестве факультативного предмета в школах Осинского, Заларинского и Чунского районов. Воскресные татарские классы работают в Иркутске.
Мусульманская община Иркутской области включает 8 зарегистрированных мусульманских общин (2004 год).